# Saltiats
Els saltiats (en llatí Saltiates, en grec antic Σαλτιῆται, "Saltietai") eren un poble d'Hispània esmentat per Estrabó que diu que eren famosos per la manera com treballaven la llana. Probablement, segons William Smith, s'hauria de llegir en aquest passatge Σαλακιῆται ("salakietai").